# الجروبة (الحديدة)

تعديل مصدري - تعديل

الجروبه هي إحدى قرى مديرية بيت الفقيه، التابعة لمحافظة الحديدة اليمنية، بلغ تعداد سكانها 2654 نسمة حسب الإحصاء الذي أجري عام 2004.